# تنظیم اسمزی در کبوتر چاهی
کبوتر چاهی (نام علمی: Columbia livia)، چندین سازگاری ویژه برای تنظیم جذب و از دست دادن آب (Osmoregulation) دارد.
کبوترها میزان نوشیدن و مصرف غذای خود را به‌طور موازی تنظیم می‌کنند و زمانی که آب کافی برای دفع در دسترس نباشد، مصرف غذا برای حفظ تعادل آب محدود می‌شود. از آنجایی که این گونه در محیط‌های خشک زندگی می‌کند، پژوهش‌ها این را به توانایی‌های پروازی قوی آن‌ها برای دستیابی به منابع آبی در دسترس نسبت می‌دهند، نه به دلیل پتانسیل استثنایی برای حفظ آب. کلیه‌های C. livia، مانند کلیه‌های پستانداران، توانایی تولید ادرار هیپراسموزی به پلاسما با استفاده از فرآیندهای فیلتراسیون، بازجذب و ترشح هستند. مخروط‌های مدولاری به عنوان واحدهای جریان مخالف عمل می‌کنند که به تولید ادرار هیپراسموزی می‌رسند. ادرار هیپراسموزی را می‌توان در پرتو قانون انتشار و اسمولاریته درک کرد.